# Nicolas Lombaerts
Nicolas Lombaerts est un ancien footballeur international belge, né le 20 mars 1985 à Bruges, en Belgique. Défenseur central il a notamment évolué dix saisons au FC Zenit.

## Biographie

### Carrière de joueur

#### KAA Gand
Lombaerts est formé au FC Bruges mais ne parvient pas à atteindre le noyau A. En 2004, il décide donc de rejoindre le KAA La Gantoise où il s'impose vite comme titulaire. Il suit également des études de droit à l'Université de Gand. À la fin de la saison 2007, après un bon Euro espoirs 2007, il signe au Zénith Saint-Pétersbourg.

#### Zénith Saint-Pétersbourg

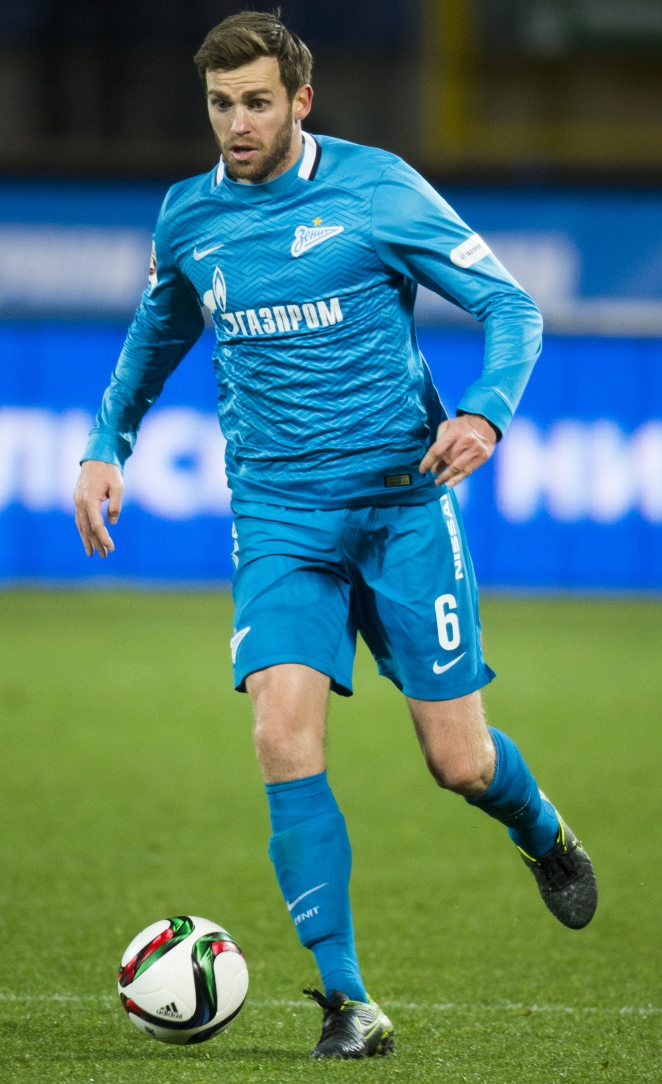
Nicolas Lombaerts sous le maillot du Zénith Saint-Pétersbourg

Après une bonne première saison au sein du championnat russe, il va vivre lors de la seconde un véritable calvaire. Lors du match retour de 16e de finale de la Coupe UEFA 2007-2008 face aux Espagnols de Villarreal CF, il se blesse au genou et est contraint de quitter le terrain sur civière. Six semaines plus tard, le 7 avril 2008, alors que la blessure semblait être passée, la première séance d'entrainement lui sera fatale : il est victime d'une rupture des ligaments croisés du même genou. Cette grave blessure le met sur la touche pour sept mois. Durant son absence, le Zénith Saint-Pétersbourg remporte la coupe UEFA 2007-2008.
Il est de retour sur les terrains le 16 novembre 2008 face au Dynamo Moscou, jouant l'intégralité du match. Lors du dernier match de la saison, il ressent une petite alerte et est obligé de quitter prématurément la rencontre. Finalement, il voit la fin du tunnel au mois de juillet 2009 lors de la rencontre face au Terek Grozny. Bien que le match se solde par une défaite 3-2 et que le club soit dans une mauvaise passe, sa joie est immense : « Je suis comme un enfant lorsqu'il entre dans un magasin de bonbons ! » déclare-t-il. Sous les ordres d'Anatoly Davydov remplaçant Dick Advocaat au poste d'entraineur, il est titulaire indiscutable lors des 14 derniers matchs, aidant finalement Saint-Pétersbourg à se qualifier pour le tour préliminaire de la Ligue des champions de l'UEFA 2010-2011.
Le 5 juillet 2010, il signe avec le Zenith Saint-Petersbourg pour quatre années supplémentaires.
Le 28 mai 2012, il est nommé « meilleur joueur étranger » du Championnat de Russie de football 2011-2012.

#### KV Ostende
Le 24 mars 2017, Nicolas Lombaerts signe pour trois saisons au KV Ostende et donc son grand retour en Belgique.
Il joue en tant que titulaire régulier lors de ses deux premières saisons. Mais le départ du propriétaire de club de la côte, Marc Coucke, a des conséquences néfastes pour l'ancien diable. Son salaire étant trop élevé pour le club ostendais, les nouveaux dirigeants cherchent à se défaire du défenseur.
Lors de la saison 2019-2020, Nicolas Lombaerts est relégué dans le noyau B.
Le lundi 13 avril 2020, Nicolas Lombaerts annonce qu'il met un terme à sa carrière.

### Carrière internationale
Nicolas Lombaerts compte 39 sélections et 3 buts avec l'équipe de Belgique depuis 2006,.
Il est convoqué pour la première fois en équipe de Belgique par le sélectionneur national René Vandereycken, pour un match amical contre l'Arabie saoudite le 11 mai 2006. Lors de ce match, Nicolas Lombaerts entre à la 86e minute de la rencontre, à la place de Steven Defour. Le match se solde par une victoire 2-1 des Belges. Il est également international belge espoir et participe au championnat d'Europe espoirs 2007 aux Pays-Bas.
Le 12 octobre 2010, il inscrit son premier but en sélection contre l'Autriche, lors d'un match des éliminatoires de l'Euro 2012 (4-4). Il inscrit son deuxième but le 6 septembre 2011 contre les États-Unis, lors d'un match amical (victoire 1-0).
En mai 2014, Marc Wilmots annonce que Nicolas Lombaerts fait partie des 23 appelés pour disputer le mondial 2014 au Brésil. Il joue un match contre la Corée du Sud.
Il entame les éliminatoires de l'Euro 2016 dans la peau d'un titulaire, aux côtés de Vincent Kompany. Il inscrit son troisième but le 12 novembre 2014 face à l'Islande, lors d'un match amical (victoire 3-1). Blessés, les deux défenseurs sont toutefois forfaits pour l'Euro 2016.

### Carrière d'entraîneur

#### KAA La Gantoise
Le 15 juin 2021, le club de La Gantoise présente Nicolas Lombaerts et Danijel Milićević comme les nouveaux entraîneurs assistants de Hein Vanhaezebrouck.
Arrivant en fin de contrat en juin 2023, Nicolas Lombaerts décide de ne pas prolonger et de mettre en suspens sa carrière d'entraîneur pour raisons personnelles.

## Statistiques

### Statistiques détaillées par saison
| Saison                | Club                     | Championnat           | Championnat | Championnat | Coupe(s) nationale(s) | Coupe(s) nationale(s) | Supercoupe | Supercoupe | Compétition(s) continentale(s) | Compétition(s) continentale(s) | Compétition(s) continentale(s) | Belgique | Belgique | Total | Total |
| Saison                | Club                     | Division              | M.          | B.          | M.                    | B.                    | M.         | B.         | Comp.                          | M.                             | B.                             | M.       | B.       | M.    | B.    |
| 2004-2005             | KAA La Gantoise          | Division 1            | 13          | 0           | 2                     | 0                     | -          | -          | -                              | -                              | -                              | -        | -        | 15    | 0     |
| 2005-2006             | KAA La Gantoise          | Division 1            | 31          | 2           | -                     | -                     | -          | -          | CI                             | 6                              | 0                              | 1        | 0        | 38    | 2     |
| 2006-2007             | KAA La Gantoise          | Division 1            | 32          | 0           | -                     | -                     | -          | -          | CI                             | 2                              | 0                              | -        | -        | 34    | 0     |
| Sous-total            | Sous-total               | Sous-total            | 76          | 2           | 2                     | 0                     | 0          | 0          | -                              | 8                              | 0                              | 1        | 0        | 87    | 2     |
| 2007                  | Zénith Saint-Pétersbourg | Premier-Liga          | 13          | 2           | 2                     | 0                     | -          | -          | C3                             | 8                              | 0                              | 3        | 0        | 26    | 2     |
| 2008                  | Zénith Saint-Pétersbourg | Premier-Liga          | 2           | 0           | -                     | -                     | -          | -          | C3+C1                          | 1+2                            | 0+0                            | -        | -        | 5     | 0     |
| 2009                  | Zénith Saint-Pétersbourg | Premier-Liga          | 15          | 2           | 1                     | 0                     | -          | -          | C3                             | 2                              | 0                              | 3        | 0        | 21    | 2     |
| 2010                  | Zénith Saint-Pétersbourg | Premier-Liga          | 26          | 3           | 4                     | 0                     | -          | -          | C1+C3                          | 3+4                            | 0+0                            | 5        | 1        | 42    | 4     |
| 2011-2012             | Zénith Saint-Pétersbourg | Premier-Liga          | 40          | 1           | 2                     | 0                     | -          | -          | C3+C1                          | 1+8                            | 1+1                            | 8        | 1        | 59    | 4     |
| 2012-2013             | Zénith Saint-Pétersbourg | Premier-Liga          | 22          | 0           | 2                     | 0                     | 1          | 0          | C1+C3                          | 6+4                            | 0+0                            | 1        | 0        | 36    | 0     |
| 2013-2014             | Zénith Saint-Pétersbourg | Premier-Liga          | 27          | 1           | -                     | -                     | -          | -          | C1                             | 12                             | 0                              | 6        | 0        | 45    | 1     |
| 2014-2015             | Zénith Saint-Pétersbourg | Premier-Liga          | 24          | 0           | 1                     | 0                     | -          | -          | C1+C3                          | 9+3                            | 0+0                            | 10       | 1        | 47    | 1     |
| 2015-2016             | Zénith Saint-Pétersbourg | Premier-Liga          | 17          | 0           | 2                     | 0                     | 1          | 0          | C1                             | 8                              | 0                              | 2        | 0        | 30    | 0     |
| Sous-total            | Sous-total               | Sous-total            | 186         | 9           | 14                    | 0                     | 2          | 0          | -                              | 71                             | 2                              | 38       | 3        | 311   | 14    |
| Total sur la carrière | Total sur la carrière    | Total sur la carrière | 262         | 11          | 16                    | 0                     | 2          | 0          | -                              | 79                             | 2                              | 39       | 3        | 398   | 16    |

### Buts internationaux
| But | Date             | Stade, ville, pays                      | Adversaire | Résultat | Match, compétition           |
| --- | ---------------- | --------------------------------------- | ---------- | -------- | ---------------------------- |
| 1er | 12 octobre 2010  | Stade Roi-Baudouin, Bruxelles, Belgique | Autriche   | N 4-4    | Éliminatoires de l'Euro 2012 |
| 2e  | 6 septembre 2011 | Stade Roi-Baudouin, Bruxelles, Belgique | États-Unis | V 1-0    | Match amical                 |
| 3e  | 12 novembre 2014 | Stade Roi-Baudouin, Bruxelles, Belgique | Islande    | V 3-1    | Match amical                 |

## Palmarès
- Avec le Zénith Saint-Pétersbourg
  - Champion de Russie en 2007, 2010, 2012 et 2015
  - Vainqueur de la Coupe de Russie en 2010
  - Vainqueur de la Supercoupe de Russie en 2015
  - Vainqueur de la Coupe de l'UEFA en 2008